# Logan County (Kentucky)
Logan County ist ein County im Bundesstaat Kentucky der Vereinigten Staaten. Das U.S. Census Bureau hat bei der Volkszählung 2020 eine Einwohnerzahl von 27.432 ermittelt.
Der Verwaltungssitz (County Seat) ist Russellville, das nach General William Russell benannt wurde.

## Geographie
Das County liegt im Südwesten von Kentucky, grenzt im Süden an den Bundesstaat Tennessee und hat eine Fläche von 1443 Quadratkilometern, wovon vier Quadratkilometer Wasserfläche sind. Es grenzt in Kentucky im Uhrzeigersinn an folgende Countys: Muhlenberg County, Butler County, Warren County, Simpson County und Todd County.

## Geschichte
Logan County wurde am 28. Juni 1792 aus Teilen des Lincoln County gebildet. Benannt wurde es nach General Benjamin Logan. 1868 wurde die Southern Deposit Bank von der Bande von Jesse James ausgeraubt.
Logan County ist Geburtsort von Jim Bowie, einem der Verteidiger von Fort Alamo im Jahre 1836.
22 Bauwerke und Stätten des Countys sind im National Register of Historic Places eingetragen (Stand 11. Oktober 2017).

## Demografische Daten

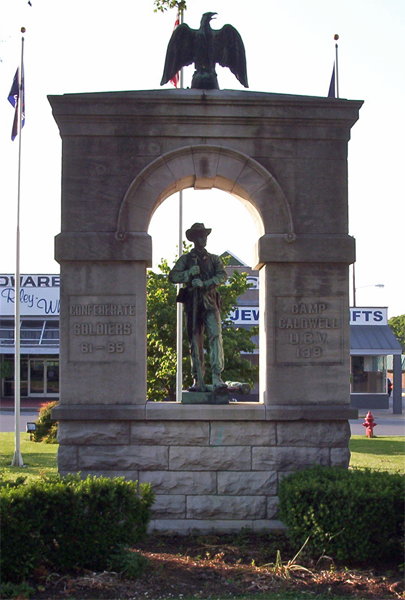
CSA Memorial Russellville, gelistet im NRHP

Nach der Volkszählung im Jahr 2000 lebten im Logan County 26.573 Menschen. Davon wohnten 315 Personen in Sammelunterkünften, die anderen Einwohner lebten in 10.506 Haushalten und 7.574 Familien. Die Bevölkerungsdichte betrug 18 Einwohner pro Quadratkilometer. Ethnisch betrachtet setzte sich die Bevölkerung zusammen aus 90,70 % Weißen, 7,62 % Afroamerikanern, 0,21 % amerikanischen Ureinwohnern, 0,17 % Asiaten, 0,01 % Bewohnern aus dem pazifischen Inselraum und 0,33 % aus anderen ethnischen Gruppen; 0,96 % stammten von zwei oder mehr Ethnien ab. 1,08 % der Bevölkerung waren spanischer oder lateinamerikanischer Abstammung.
Von den 10.506 Haushalten hatten 33,3 % Kinder und Jugendliche unter 18 Jahre, die bei ihnen lebten. 57,2 % waren verheiratete, zusammenlebende Paare, 11,2 % waren allein erziehende Mütter, 27,9 % waren keine Familien, 25,0 % waren Singlehaushalte und in 11,4 % lebten Menschen im Alter von 65 Jahren oder darüber. Die Durchschnittshaushaltsgröße betrug 2,50 und die durchschnittliche Familiengröße lag bei 2,96 Personen.
Auf das gesamte County bezogen setzte sich die Bevölkerung zusammen aus 25,7 % Einwohnern unter 18 Jahren, 8,4 %  zwischen 18 und 24 Jahren, 28,5 %  zwischen 25 und 44 Jahren, 23,6 % zwischen 45 und 64 Jahren und 13,8 % waren 65 Jahre alt oder darüber. Das Durchschnittsalter betrug 37 Jahre. Auf 100 weibliche Personen kamen 93,1 männliche Personen. Auf 100 Frauen im Alter von 18 Jahren alt oder darüber kamen statistisch 90,4 Männer.
Das jährliche Durchschnittseinkommen eines Haushalts betrug 32.474 USD, das Durchschnittseinkommen der Familien betrug 39.307 USD. Männer hatten ein Durchschnittseinkommen von 29.750 USD, Frauen 20.265 USD. Das Prokopfeinkommen betrug 15.962 USD. 10,8 % der Familien und 15,5 % der Bevölkerung lebten unterhalb der Armutsgrenze. Davon waren 20,5 % Kinder oder Jugendliche unter 18 Jahre und 18,6 % waren Menschen über 65 Jahre.

## Orte im County
- Adairville
- Agnes
- Anderson
- Auburn
- Beechland
- Buffalo Fork
- Cave Springs
- Chandlers Chapel
- Cooperstown
- Corinth
- Costelow
- Crossroad
- Danby
- Deer Lick
- Dennis
- Diamond Springs
- Dot
- Edwards
- Epleys
- Everett
- Ferguson
- Gasper
- Gordonsville
- Hilltop
- Hollow Bill
- Homer
- Insco
- Jerico
- Justice
- Keysburg
- Lewisburg
- Lickskillet
- Lost City
- Oakville
- Old Volney
- Olmstead
- Richelieu
- Russellville
- Schley
- Schochoh
- South Union
- Spa
- Whippoorwill
- Wolf Lick